# William Hemsley Emory
William Hemsley Emory (Comté Queen Anne, Maryland, 7 de setembro de 1811 — Washington D.C., 1 de setembro de 1887) foi um militar, botânico e explorador norteamericano.